# 圣多明我广场 (巴勒莫)
圣多明我广场（Piazza San Domenico）是意大利南部西西里大区巴勒莫的一个广场。它位于巴勒莫历史中心的洛吉亚区（La Loggia）的罗马街（Via Roma）旁。广场的名字来源于该市的著名景点之一圣多明我堂（San Domenico）。过去，它被称为帝国广场（"Piazza Imperiale"），因为它是由查理六世皇帝决定开辟的。
广场的中间矗立着无玷始胎柱（Colonna dell'Immacolata）,由托马索·那波利（Tommaso Napoli）于1724年设计，1728年由乔瓦尼·比亚吉奥·阿米科（Giovanni Biagio Amico）建造。俯瞰广场的原多明我会修道院是复兴运动博物馆（Museo del Risorgimento）的位置。此外，广场也是古老的武契里亚（Vucciria）市场的入口。